# California roll
California roll er en makisushi, en slags sushi, der almindeligvis fremstilles indefra og ud, og som indeholder agurk, surimi (imiteret krabbekød) og avocado. Krabbesalat kan bruges i stedet for surimi, og ris-laget yderst drysses ofte med ristede sesamfrø eller tobiko.
California roll har medvirket til sushis verdensomspændende popularitet og har inspireret sushi-kokke til at skabe deres eget ikke-traditionelle fusionskøkken.

## Historie
Det er ikke ganske klart, hvor California roll kommer fra, men almindeligvis tilskrives den Ichiro Mashita, der i begyndelsen af 1970'erne var sushi-kok på Tokyo Kaikan i Los Angeles. Mashita fandt ud af, at avocadoen med sin cremede substans var en fremragende erstatning for toro (tun). Han nåede også frem til, at det var en fordel at lave sushien "indefra og ud", altså uramaki, fordi amerikanerne ikke kunne lide synet og fornemmelsen af nori på sushiens ydersiden. 
Fra Sydcalifornien bredte rullen sig ud over hele USA frem til 1980'erne, og i Japan kendes den som Kashu-maki. California roll har gjort vejen til de mere krævende sushi-typer lettere, og dermed har rullen bidraget til at sushi er blevet så populær i USA.
Hidekazu Tojo, der driver restauranten Tojo's i Vancouver i B.C., hævder at have opfundet rullen omtrent samtidig med Mashita; Tojo kaldte den blot Tojo-maki. 

## Fodnoter
1. ↑  Renton, Alex (2006-02-26). "How Sushi ate the World". The Guardian. Hentet 2006-08-20.
2. ↑   Hunt, Maria (2005-08-24). "East-West Fusion: nontraditional ingredients give sushi local flavor". San Diego Union-Tribune. Hentet 2006-08-20.
3. ↑  Kestler, John (2006-06-18). "The sushification of America". The Atlanta Journal-Constitution. Arkiveret fra originalen 31. marts 2007. Hentet 2006-08-20.
4. ↑  "Arkiveret kopi". Arkiveret fra originalen 22. august 2007. Hentet 8. august 2007.